# Mária Mednyánszky
Mária Mednyánszky (Budapest, 7 de abril de 1901-Budapest, 22 de diciembre de 1978) fue una jugadora húngara de tenis de mesa. Fue la primera campeona del mundo de tenis de mesa, al obtener la medalla de oro en los primeros mundiales, celebrados en Londres en 1926, y la jugadora con más títulos mundiales de la historia.
Miembro de la selección nacional húngara entre 1926 y 1936, consiguió en total veintiocho medallas en los mundiales, de las cuales dieciocho fueron de oro, seis de plata y cuatro de bronce. Conquistó cinco títulos mundiales consecutivos en individuales (1926-1931) y seis consecutivos, junto a Anna Sipos, en dobles (1930-1935).
Se retiró como jugadora en 1939. Fue la entrenadora jefe de la selección nacional femenina húngara entre 1941 y 1942.

## Reconocimientos
Recibió la Medalla de Oro al Mérito Deportivo de la República Popular de Hungría en 1977, el mayor reconocimiento de un deportista de ese país, y fue incluida en el Salón de la Fama del Tenis de Mesa de la ITTF en 1993.